# 1899
Évszázadok: 18. század – 19. század – 20. század
Évtizedek: 1840-es évek – 1850-es évek – 1860-as évek – 1870-es évek – 1880-as évek – 1890-es évek – 1900-as évek – 1910-es évek – 1920-as évek – 1930-as évek – 1940-es évek
Évek: 1894 – 1895 – 1896 – 1897 –  1898 – 1899 – 1900 – 1901 – 1902 – 1903 – 1904

## Események

### Határozott dátumú események
- február 15. – II. Miklós orosz cár kiadja rendeletét, az úgynevezett februári manifesztumot, mely korlátozza Finnország autonómiáját az Orosz Birodalmon belül.[1]
- február 26. – Megalakul a Széll-kormány.[2]
- május 22. – Hivatalosan is megnyílik a szegedi Tűzoltólaktanya.
- július 6. (Julián-naptár szerint június 24.) – Belgrád merényletet kísérelnek meg a korábbi uralkodó, I. Milán ellen.[3]
- július 14. – Luis Gálvez expedíciót vezet a Bolíviához tartozó Acréban és független köztársaságnak kiáltja ki.
- október 11. – Kitör a második búr háború.

### Határozatlan dátumú események
- Az év folyamán –
  - Schulek Frigyes tervei alapján a Budai Várban megkezdődik a Halászbástya építése.
  - A délkelet-ázsiai laoszi protektorátus az Indokínai Unió részévé válik, ezzel lezárul a régió francia égisz alatti egyesítése.[4]

## Az év témái

### 1899 a filmművészetben
- június 3. – Ekkor játszódik a Nevem: Senki című Terence Hill film párbaj jelenete.
- november 1. – Berlinben megnyílik az első állandó mozi.
- A Dreyfus-ügy, rendezte Georges Méliès

### 1899 az irodalomban
- Gárdonyi Géza: Egri csillagok

### 1899 a sportban
- május 3. – Megalapítják az Ferencvárosi Torna Clubot.
- november 29. – Megalapítják a Futbol Club Barcelonát.[5]

### 1899 a tudományban
- Felix Hoffmann, a Bayer gyógyszergyár vegyésze előállítja az acetilszalicilsavat, amelyet még ugyanezen évben szabadalmaztatnak, és 1903-ban piacra kerül Aspirin néven.

## Születések
- január 1. – Vaszary János magyar színész, színigazgató, rendező, színműíró († 1963)
- január 17. – Amsel Ignác, labdarúgó († 1974)
- január 17. – Al Capone, gengszter († 1947)
- január 22. – Sárközi György, magyar költő, prózaíró, lapszerkesztő, műfordító († 1945)
- január 29. – Páger Antal, Kossuth-díjas színművész († 1986)
- február 3. – Koszorús Ferenc magyar katona († 1974)
- február 4. – Kovarcz Emil, nyilas politikus, tárca nélküli miniszter († 1946)
- február 19. – Kner Albert, grafikus, nyomdász († 1976)
- február 23. – Erich Kästner német író, költő († 1974)
- február 28. – Lill János magyar hajógép-üzemvezető, műszaki tisztviselő, országgyűlési képviselő († ?)
- március 5. – Palasovszky Ödön költő, a magyar avantgárd mozgalom és az aktivista színjátszás egyik legjelentősebb alakja († 1980)
- március 13. – Kodolányi János, Kossuth-díjas magyar író († 1969)
- március 29. – Lavrentyij Pavlovics Berija, szovjet politikus († 1953)
- április 4. – Albino Carraro, olasz nemzetközi labdarúgó-játékvezető († 1964)
- április 13. – Alfred Mosher Butts, a Scrabble (Betűtorony) játék feltalálója († 1993)
- április 22. – Vladimir Nabokov, orosz származású amerikai író, műfordító († 1977)
- április 23. – Bertil Gotthard Ohlin svéd közgazdász, politikus († 1979)
- április 28. – William „Mac” Brazel, amerikai farmer, a roswelli ufószerencsétlenség állítólagos szemtanúja († 1963)
- április 29. – Duke Ellington, zeneszerző, zongorista, zenekarvezető († 1974)
- május 8. – Friedrich August von Hayek, Nobel-díjas osztrák közgazdász, filozófus († 1992)
- május 26. – Bleier Lili, zongorista, hárfás, sanzonénekesnő († 1939)
- május 27. – Konsztantyin Fjodorovics Cselpan szovjet gépészmérnök, a V–2 dízelmotor főkonstruktőre († 1938)
- június 3. – Békésy György, magyar származású Nobel-díjas biofizikus († 1972)
- június 10. – Martyn Ferenc, szobrász, festő, grafikus és keramikus († 1986)
- június 19. – Piller György, kétszeres olimpiai bajnok vívó († 1960)
- június 26. – Marija Nyikolajevna Romanova orosz nagyhercegnő (1899–1918) († 1918)
- július 1. – András Sándor magyar főtiszt, a Hadiakadémia parancsnoka (1944) († 1985)
- július 7. – George Cukor amerikai filmrendező († 1983)
- július 17. – James Cagney Oscar-díjas amerikai színész († 1986)
- július 20. – Náray-Szabó István, vegyész, az MTA levelező tagja († 1972)
- július 21. – Ernest Hemingway, amerikai, irodalmi Nobel-díjas regényíró, novellista, újságíró († 1961)
- július 27. – Karácsony János, festőművész († 1974)
- augusztus 8. – Krepuska István magyar jégkorongozó († 1979)
- augusztus 13. – Alfred Hitchcock brit filmrendező († 1980)
- augusztus 24. – Jorge Luis Borges argentin író († 1986)
- szeptember 18. – Ormándy Jenő magyar származású amerikai karmester († 1985)
- szeptember 29. – Bíró László József, a golyóstoll feltalálója († 1985)
- október 14. – Polgár Béla magyar földbirtokos, országgyűlési képviselő († 1963)
- október 27. – Nyikolaj Antonovics Dollezsal, szovjet-orosz gépészmérnök, az NII–8 intézet vezetője, atomreaktorok főkonstruktőre († 2000)
- október 30. – Pajor Győző magyar jogász, lapigazgató, Hajdú vármegye és Debrecen tiszteletbeli főügyésze, politikus, országgyűlési képviselő († ?)
- november 5. – Radó Sándor (Dóra), magyar geográfus, térképész, egyetemi tanár, az MTA tagja földrajztudományok doktora, a sztálini Szovjetunió hírszerzője († 1981)
- november 10. – Pap Gyula magyar festőművész, grafikus, iparművész, művészpedagógus, kiváló művész († 1983)
- november 10. – Serédy Kató magyar írónő, illusztrátor († 1975)
- november 16. – Chiovini Ferenc Munkácsy Mihály-díjas magyar festő, érdemes művész († 1981)
- november 25. – Horváth Árpád magyar színházi rendező, színházigazgató († 1943)
- december 18. – Hidas Antal író, műfordító († 1980)
- december 25. – Humphrey Bogart amerikai színész († 1957)

## Halálozások
- január 29. – Alfred Sisley angol nemzetiségű, Franciaországban működött impresszionista festő (* 1839)
- február 4. – Gelich Richárd katonatiszt, katonai szakíró (* 1821)
- március 6. – Molnár József festőművész (* 1821)
- március 11. – Than Mór festőművész (* 1828)
- március 29. – William Nylander finn botanikus és entomológus (* 1822)
- május 23. – Perczel Mór honvéd tábornok (* 1811)
- november 14. – Torma Zsófia régész (* 1832)